# Monticolomys koopmani
Monticolomys koopmani é uma espécie de roedor da família Nesomyidae.
É endêmica de Madagáscar.